# ソフトウェア情報学部
ソフトウェア情報学部（ソフトウェアじょうほうがくぶ）は大学に設置される学部のうち、ソフトウェア情報学に関する教育研究を実施する組織である。

## 概要
ソフトウェア情報学を専攻する。

## 教育研究内容
ソフトウェア情報学に関する教育研究を行う。

## 設置大学

### 公立
- 岩手県立大学

### 私立
- 青森大学